# Ministério para a Propagação da Virtude e Prevenção do Vício
O Ministério para a Propagação da Virtude e Prevenção do Vício (em pastó: د امربالمعروف، نهی عن المنکر او شکایتونو اورېدلو وزارت) é a agência estatal responsável pela implementação da lei islâmica no Emirado Islâmico do Afeganistão, conforme definido pelo Talibã. Foi instituído pela primeira vez em 1992 pelo governo Burhanuddin Rabbani do Estado Islâmico do Afeganistão e adotado em 1996 pelo governo Talibã do Emirado Islâmico do Afeganistão de 1996–2001. O ministério foi restaurado no Emirado Islâmico reintegrado em setembro de 2021, após a queda de Cabul em agosto.

## História

### Primeiro Emirado Islâmico do Afeganistão
Criado em 1996, o ministério do vício e da virtude recebeu pesados subsídios e formação da Arábia Saudita. Quando os talibãs assumiram o controle de Cabul, o comitê anunciou a proibição da feitiçaria e dos cortes de cabelo ao estilo americano. Foi encerrado quando os talibãs foram expulsos, mas Fazal Hadi Shinwari, um defensor declarado da ortodoxia e Presidente do Supremo Tribunal do Afeganistão, restabeleceu-o em 2003 e renomeou-o como Ministério do Haj e dos Assuntos Religiosos.

### República Islâmica do Afeganistão
Em 2006, o governo Hamid Karzai apresentou um projeto de legislação para criar um novo departamento, subordinado ao Ministério do Haj e dos Assuntos Religiosos, dedicado à "Promoção da Virtude e Prevenção do Vício". De acordo com Ghazi Suleiman Hamed, Vice-Ministro do Haj e dos Assuntos Religiosos, o novo departamento funcionaria de forma mais benigna do que a versão talibã. O ministro do Haj e assuntos religiosos, Nematullah Shahrani, afirmou que o novo departamento se concentraria no álcool, drogas, crime e corrupção.
De acordo com a Human Rights Watch, o restabelecimento do departamento de virtudes e vícios teria um impacto negativo nos direitos das mulheres, uma importante alavanca de desenvolvimento para o país. Shukria Barakzai, membro da Assembleia Legislativa Nacional do Afeganistão, viu neste projeto de legislação um legado reminiscente da era talibã. Felice D. Gaer, Presidente da Comissão dos Estados Unidos sobre Liberdade Religiosa Internacional, afirmou que os Estados Unidos expressaram uma forte oposição à reintegração do ministério da virtude e do vício, chamando-o de uma violação dos direitos de liberdade religiosa.

### Segundo Emirado Islâmico do Afeganistão
No Gabinete do Emirado Islâmico de 2021 declarado em 7 de setembro de 2021, após a queda de Cabul em 15 de agosto de 2021, o ministério foi restaurado, de acordo com o The Guardian. O gabinete em si era restrito apenas aos homens. O ministério foi instalado nos escritórios do antigo Ministério dos Assuntos da Mulher, deslocando funcionários do Programa de Capacitação Econômica das Mulheres e Desenvolvimento Rural do Banco Mundial.
Em Março de 2022, o Emirado Islâmico exigiu que todos os homens usassem barba como condição para emprego no governo.
Em Maio de 2022, o ministério publicou um decreto exigindo que todas as mulheres no Afeganistão usem coberturas de corpo inteiro quando estiverem em público (seja uma burca ou uma abaya combinada com um nicabe, que deixa apenas os olhos descobertos). O decreto afirma que medidas coercivas, incluindo multas, pena de prisão ou demissão de empregos públicos, seriam tomadas contra "tutores" do sexo masculino que não garantissem que os seus familiares do sexo feminino cumprissem a lei. Grupos de direitos humanos, incluindo a Missão das Nações Unidas no Afeganistão, criticaram duramente a decisão. O decreto foi redigido pelo ministério e aprovado pessoalmente pelo Líder Supremo Hibatullah Akhundzada. Numa entrevista com Christiane Amanpour, o Primeiro Vice-Líder e Ministro do Interior em exercício, Sirajuddin Haqqani, afirmou que o decreto é apenas consultivo e que nenhuma forma de hijab é obrigatória no Afeganistão, embora isto contradiga a realidade. Especulou-se que existe uma divisão política interna genuína sobre os direitos das mulheres entre os linhas duras, incluindo Akhundzada, e os pragmáticos, embora apresentem publicamente uma frente unida.

## Função e ações
O Ministério para a Propagação da Virtude e Prevenção do Vício do Afeganistão foi responsável pela implementação das regras islâmicas (princípios Hanafi) conforme definidas pelo Talibã. A sua polícia religiosa invadiu as ruas prendendo mulheres não totalmente cobertas e pessoas que ouviam música.